# Джон Адамс (матрос Баунті)
Джон Адамс (англ. John Adams; 4 грудня 1767, Лондон, Англія — 5 березня 1829, острів Піткерн) — англійський матрос, учасник заколоту на кораблі «Баунті». На кораблі був відомий під ім'ям Александр Сміт (англ. Alexander Smith). Після заколоту поселився на о. Піткерн і довгі роки був керівником колонії.

## Біографія
Джон Адамс народився в одному з передмість Лондона у родині бідного торгівця. Його батько потонув у Темзі і Джон разом із 2 братами виховувався у домі для бідноти. У віці 20 років записався до екіпажу «Баунті» під ім'ям Александр Сміт. Ім'я змінив тому, що очевидно переслідувався поліцією за злочини, або за дезертирство з іншого корабля. Під час перебування на Таїті з командою «Баунті» у нього вкрали корабельне обладнання, за що за наказом капітана Вільяма Блая отримав 12 ударів різками. Брав активну участь у заколоті 28 квітня 1789 р., був одним із матросів, хто арештував капітана і захопив відсік із зброєю. Після заколоту залишався одним з прихильників Флетчера Крістіана і відплив з ним до о. Піткерн.
На острові Піткерн намагався заснувати поселення. Під час різанини з боку таїтян, коли загинули Флетчер Крістіан та декілька інших заколотників був поранений, але залишився живий. Пізніше після вбивства усіх таїтян-чоловіків разом з Едвардом Янгом були єдиними керівниками колонії. Після смерті Янга у 1800 р. був єдиним чоловіком, головою колонії. У останні роки перед смертю зустрічався з американськими та британськими моряками на острові та розповідав про свою участь у заколоті. Помер 5 березня 1829 р. У його честь поселення на о. Піткерн отримало назву Адамстаун.

## Персона в кіно
- «Заколот на «Баунті» (фільм, 1935)
- «Заколот на «Баунті» (фільм, 1962)
- «Баунті» (фільм, 1984)